# Oton Muhr
Oton Muhr, profesor, klasični filolog, jezikoslovec, 18. september 1918, Sv. Jurij ob Pesnici, † 27. april 1972 Gorica.

## Življenje in delo
Oton Muhr se je rodil na Štajerskem, oče je bil Mihael, kmet, mati pa poklicna kuharica Marija (rojena Dobaj). Po osnovni šoli v domačem kraju je zaključil klasično gimnazijo v Mariboru leta 1937, nato se je vpisal na Filozofsko fakulteto v Ljubljani, kjer je diplomiral oktobra leta 1941. Že kot višješolec se je izkazal za odločnega Slovenca in demokrata ter se je pridružil akademskemu klubu Straža, ki ga je ustanovil prof. dr. Lambert Ehrlich. Že takrat se mu je rojevalo prepričanje, da je za Slovence edina rešitev v samostojni slovenski državi. Vojne razmere so ga prisilile, da je leta 1943 odšel v Gorico poučevati na tamkajšnjo prvo slovensko klasično gimnazijo . Po II. svetovni vojni je poučeval na nižji srednji šoli (šolsko leto 1945/46) in na učiteljišču (šol. leto 1946/47) v Gorici, v Trstu pa na slovenskem Klasičnem liceju med leti 1947 - 55 in na slovenski nižji srednji šoli Ivan Cankar med leti 1955 - 57. Italijaska oblast pa mu je zavračala prošnje za državljanstvo, zato se je z ženo Sonjo Saksido preselil v ZDA in tam postal associate prof. of classical languages in poučeval latinščino in grščino na Aquinas College v mestu Grand Rapids (Michigan) med leti 1959 - 66 . Leta 1966 se je vrnil v Evropo in na Univerzi v Gradcu študiral specialne filološke študije, doktoriral je decembra leta 1968. Vrnil se je poučevati v ZDA a je sredi šolskega leta 1970 - 71 zbolel, vrnil se je v Gorico a tam za neozdravljivo boleznijo umrl leta 1972. 
Profesor Muhr je napisal mnogo knjig, saj so v slovenščini primanjkovali učbeniki za predmete, ki jih je učil. Napisal je naslednje šolske knjige: Zgodovina za prvi razred nižjih srednjih šol (Trst 1948) , z Lauro Abrami Latinska vadnica za višje razr. višjih sred. šol (Trst 1949) , Latinska vadnica in slovnica za II. razr. niž. sred. šol (Trst 1951), Latinska vadnica in slovnica za I. in II. razr. višjih sred. šol (Trst 1958); v ciklostiliranem tisku Latinska vadnica za 1. in 2. razr. višjih sred. šol (založila Šolska blagajna, Trst 1954) , Grška književnost v poklasični dobi (Trst 1955) . Na Dunaju je leta 1971 izdal svojo doktorsko deisertacijo z naslovom Die Präposition per bei Sallust .
Oton Muhr je bil odličen klasični jezikoslovec in zgodovinar, široko razgledan, tudi duhovit in družaben, kot šolski profesor vzoren, nepristranski in demokratičen, vseskozi pa zaveden Slovenec. Njegov bivši dijak Saša Martelanc se je spomil, da je prof. Muhr izjavil stavek »Sanje imajo to čudno lastnost, da se včasih uresničijo« , ki je dal naslov spletni razstavi Narodne in univerzitetne knjižnice iz Ljubljane na poti k osamosvojitvi Slovenije ob 30-letnici samostojnosti .